# Ludovico Fogliani
Ludovico Fogliani o Fogliano (Modena, 1490 – Modena, 1548) è stato un musicista italiano.

Stemma dei Da Fogliano.

Maestro di cappella, nel 1529 pubblicò il trattato Musica theorica.